# Bojary (sielsowiet Miadzioł)
Bojary (biał. Баяры) – agromiasteczko na Białorusi, w obwodzie mińskim, w rejonie miadzielskim, w sielsowiecie Miadzioł.

## Historia
W czasach zaborów wieś w granicach Imperium Rosyjskiego.
W dwudziestoleciu międzywojennym wieś leżała w Polsce, w województwie wileńskim, w powiecie duniłowickim (od 1926 postawskim), w gminie Miadzioł.
Według Powszechnego Spisu Ludności z 1921 roku zamieszkiwało tu 255 osób, 49 było wyznania rzymskokatolickiego, 185 prawosławnego a 21 mahometańskiego. Jednocześnie 26 mieszkańców zadeklarowało polską, 207 białoruską przynależność narodową a 21 tatarską i 1 mołoruską. Było tu 55 budynków mieszkalnych. W 1931 w 56 domach zamieszkiwało 271 osób.
Wierni należeli do parafii rzymskokatolickiej w m. Miadzioł i prawosławnej w m. Niekosiecku. Miejscowość podlegała pod Sąd Grodzki w Miadziole i Okręgowy w Wilnie; właściwy urząd pocztowy mieścił się w Miadziole.
W 1938 roku miejscowość należała do gromady Kuliki gminy Miadzioł.
Po agresji ZSRR na Polskę w 1939 roku wieś znalazła się w granicach BSRR. W latach 1941–1944 była pod okupacją niemiecką. Następnie leżała w BSRR. Od 1991 roku w Republice Białorusi.